# Geghard (miejscowość)
Geghard – wieś w Armenii, w prowincji Kotajk. W 2011 roku liczyła 363 mieszkańców.